# Xã Troy, Quận Divide, Bắc Dakota
Xã Troy (tiếng Anh: Troy Township) là một xã thuộc quận Divide, tiểu bang Bắc Dakota, Hoa Kỳ. Năm 2010, dân số của xã này là 45 người.